# Ba'ja
Koordinaten: 30° 24′ 49″ N, 35° 27′ 41″ O

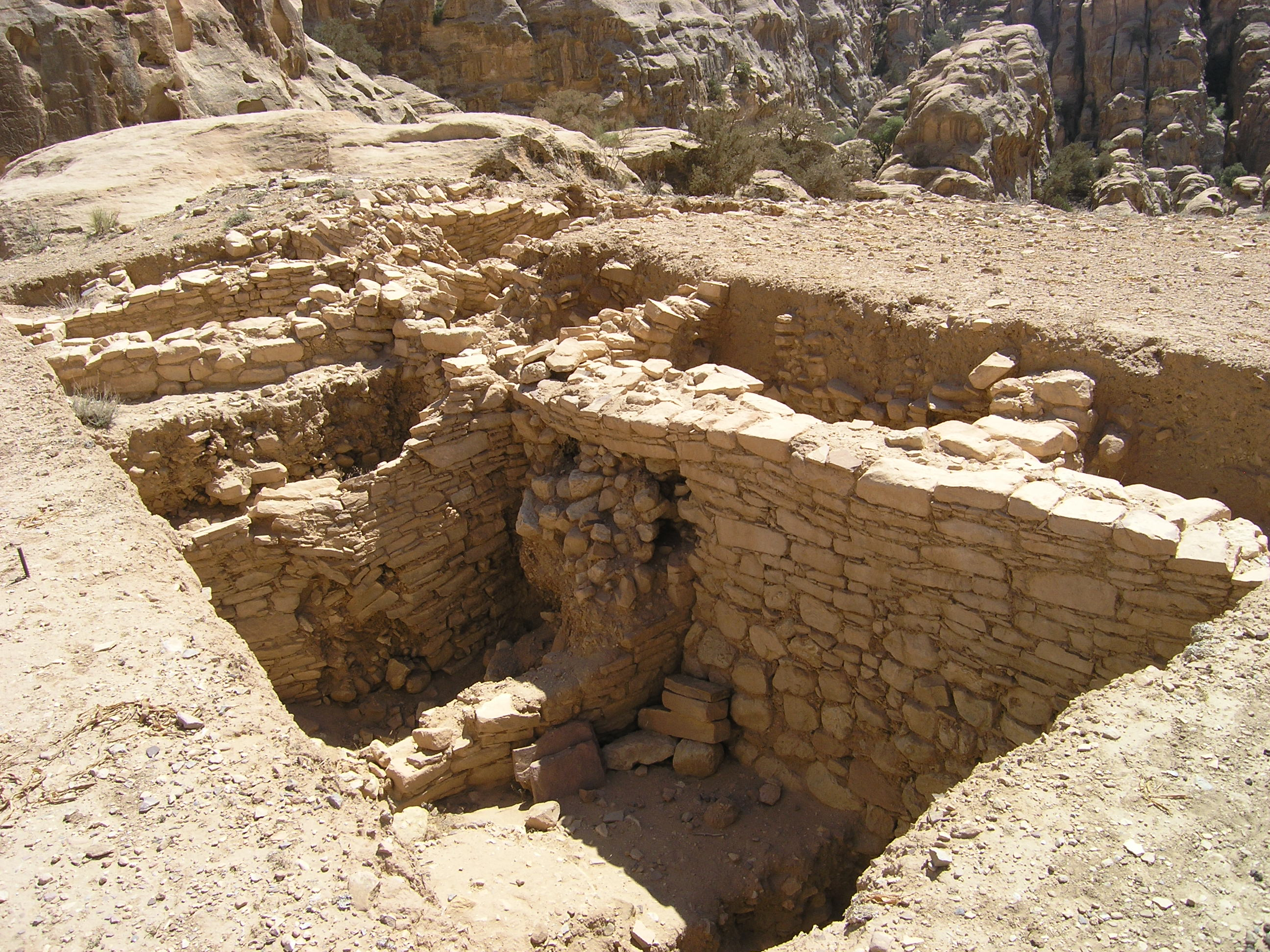
Ba'ja, Ausgrabungsareal B

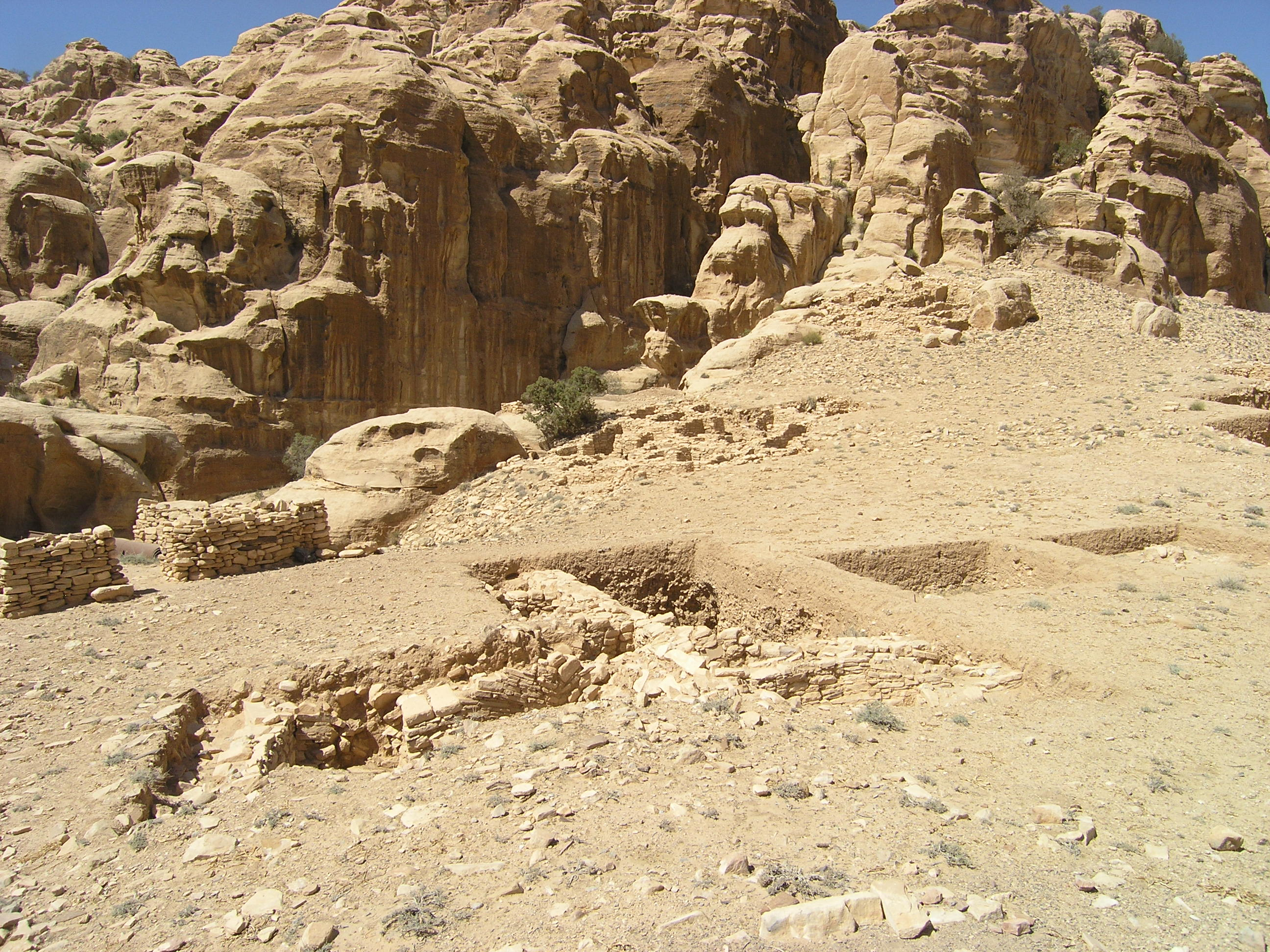
Blick über die Areale B, E und TU 2

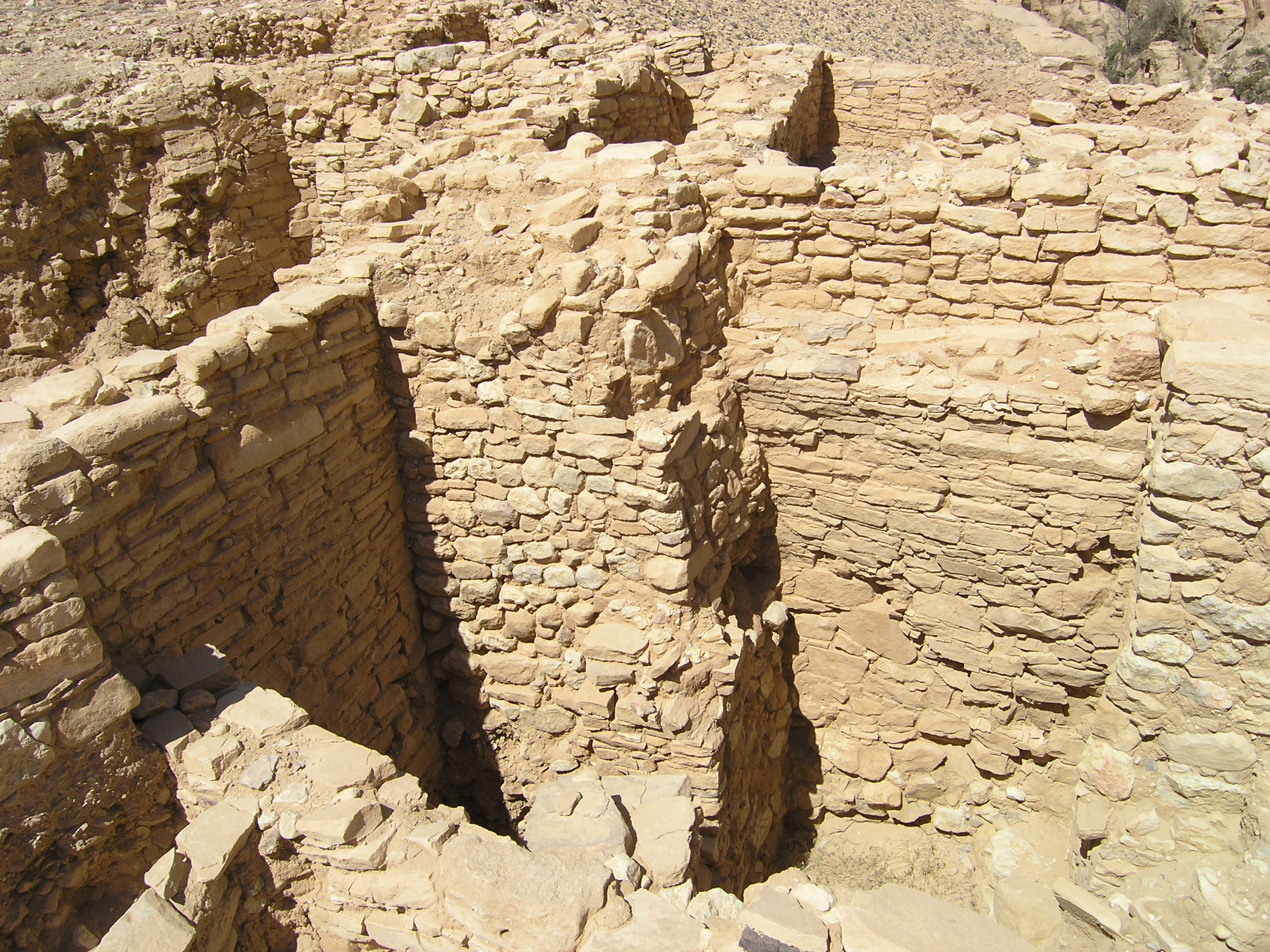
Hoch anstehende Mauern in Areal TU 2

Ba'ja (arabisch بعجة Baʿdscha, DMG Baʿǧa) ist ein jungsteinzeitliches Dorf etwa 14 km nördlich von Petra in Jordanien. Die Siedlung wird in das Präkeramische Neolithikum B datiert und ist damit rund 9.000 Jahre alt. Ba'ja liegt in einer Höhe von rund 1.160 Metern zwischen steilen Sandsteinformationen und ist nur mit Leitern über einen Kletterweg durch eine enge, steile Schlucht zugänglich. In der Nähe des Eingangs zum Siq von Ba'ja liegt der Fundort Ba'ja I, eine spätere islamische Ansiedlung mit 2–3 Siedlungsschichten, der ein nabatäischer Außenposten voranging.

## Geschichte
Wenig ist über die frühen Bewohner des Dorfes bekannt, oder zu welchen Leuten sie gehörten. Der ursprüngliche Name des Dorfes ist ebenfalls unbekannt, während der heutige Name des Ortes, der ihm von Archäologen zugewiesen wurde, seinen Namen von der nahe gelegenen Bergkette hat. Die frühesten schriftlichen Aufzeichnungen über die Bewohner der Region, in der Ba'ja liegt, stammen aus den alten hebräischen kanonischen Büchern (Genesis 36: 8-21). Dort beschreibt es ein bestimmtes Volk, bekannt als Ḥoriter, das die allgemeine Region bewohnte und zu dem später die Nachkommen von Esaus, Sohn von Iṣaak, Sohn von Abraham im 2. Jahrtausend v. Chr., der mit ihnen heiratete und sie schließlich verdrängte.

## Häuser
Die maximal nutzbare Siedlungsfläche der Höhensiedlung von Ba'ja, für das 600 Einwohner angenommen werden, betrug 1,2 bis 1,5 Hektar. Aus diesem Grund wurden die Häuser bis an die umgebenden steilen Abhänge (bis 45°) und dicht aneinander gebaut. Viele Häuser besaßen mehr als ein Stockwerk, wobei die Stockwerke über eine innenliegende Treppe verbunden waren. Die Mauern der Gebäude waren bis zu 4,20 Meter dick. Außerdem besaßen die Häuser meist einen Keller und wurden häufig erneuert, wobei sich auch der Siedlungsplan änderte.
Zwischen den Wänden der Häuser und unter den Fußböden wurden zahlreiche Steinäxte und steinerne Schälchen rituell bestattet. Im selben Kontext wurden auch Überreste von Menschen und Tieren gefunden.

## Gebeinhaus
In einem 0,6 m² großen Raum mit Resten einer Wandbemalung in Freskotechnik, die abstrakte Motive und geometrische Figuren zeigt, befanden sich die Knochen von drei Erwachsenen und neun Kleinkindern, bei denen keine Krankheiten nachgewiesen werden konnten, die zu ihrem Tod führten. Bei den, nicht zeitgleichen, Bestattungen wurde der Tote jeweils in die Mitte des Raumes gelegt und die Knochen vorausgehender Bestattungen zur Seite geschoben. Obwohl das Grab bereits im Neolithikum gestört wurde, konnten hier zahlreiche künstliche Perlen, neun Pfeilspitzen, ein gebrochener Feuersteindolch, ein Perlmuttring sowie ein weiteres Schmuckstück aus Perlmutt unter dem Schädel eines Neugeborenen gefunden werden. Im gesamten Grab befand sich roter Ocker, der eine Rotfärbung der Knochen und Funde bewirkte. Die Analyse des Grabs ergab keinerlei Hinweise auf einen besonderen Status der Bestatteten. Vermutlich handelt es sich um die Verstorbenen einer großen Familie, wobei die vielen Kinderskelette auf eine hohe Kindersterblichkeit hinweisen könnten.

## Halskette der „Jamila“
Einer der schönsten Funde von Ba'ja fand sich im reich ausgestattetem Grab eines jungen Mädchens. Am Ende der Grabungskampagne 2018 kamen unter einer unscheinbaren Grabplatte Perlen zum Vorschein. Das Team arbeitete weiter und konnte schließlich über 2.500 Perlen bergen. Sie bestehen aus rötlichem Kalkstein, Perlmutt, Türkis und Hämatit. Weitere Untersuchungen ergaben, dass die Perlen zu einem kunstvoll gefertigten Collier gehörten, das mit dem Mädchen begraben worden war. Das Team benannte sie liebevoll  Jamila, „die Schöne“.
Jamilas Halskette ist einzigartig für diese neolithische Epoche und wird in einer Rekonstruktion seit Herbst 2021 im neuen Petra Museum ausgestellt. Dort wird die Geschichte der Region dargestellt, beginnend mit Ba'ja und der Entscheidung der Menschen, die Lebensweise der Jäger und Sammler hinter sich zu lassen.

## Sozialstruktur und Wirtschaft
Für Ba'ja wird eine flache Hierarchie angenommen, bei welcher Entscheidungen durch den Konsens der Familienoberhäupter getroffen wurden. Die Existenz eines Dorfoberhauptes kann nicht ausgeschlossen werden.
Innerhalb der Siedlungsfläche wurden viele Sandsteinringe aus der lokalen Produktion gefunden, die in ganz Zentraljordanien in dieser Zeit erscheinen und eventuell einen Tauschgegenstand darstellten, was auf einen gewissen Reichtum des Ortes hinweisen dürfte. Da solche Steinringe und ihre Vorläuferprodukte in allen Haushalten gefunden wurden, kann angenommen werden, dass ihre Produktion innerhalb der Familien organisiert wurde.
Die Nahrungsproduktion geschah überwiegend durch Viehhaltung und Jagd, wobei auch Pelze von Leoparden, Füchsen und Schliefern anfielen.